# Hans Ulrich Engelmann
Hans Ulrich Engelmann (* 8. September 1921 in Darmstadt; † 8. Januar 2011 ebenda) war ein deutscher Komponist.

## Werdegang
Obwohl Engelmann für die Nationalsozialisten „Halbjude“ war, konnte er in seiner Heimatstadt das Abitur ablegen, wurde dann aber als Arbeiter in einem Darmstädter Rüstungsbetrieb zwangsverpflichtet. Sein Vater, der Ingenieur Rudolf Engelmann, protestantisch getauft und Offizier im Ersten Weltkrieg, kam im April 1945 im Ghetto Theresienstadt zu Tode.
Nach Ende des Zweiten Weltkriegs studierte Hans Ulrich Engelmann zunächst Architektur und erhielt ab 1946 privaten Kompositionsunterricht bei Hermann Heiß. Er besuchte die neu gegründeten Darmstädter Ferienkurse, wo er auf den Archivlisten des Internationalen Musikinstituts Darmstadt als Student Nr. 1 der Ferienkurse 1946 vermerkt ist und ihn in den Folgejahren vor allem die Zwölftonmusik-Kurse von René Leibowitz (1948) und Ernst Krenek (1951) beeinflussten. Ab 1947 studierte er Musikwissenschaft (Friedrich Gennrich, Helmuth Osthoff) und Philosophie (Theodor W. Adorno, Max Horkheimer, Hans-Georg Gadamer) sowie Literaturwissenschaft und Kunstgeschichte in Frankfurt und nahm Kompositionsunterricht bei Wolfgang Fortner, in dessen Villa Braunbehrens sich damals viele junge Komponisten die Klinke in die Hand gaben. 1952 folgte die Promotion über Béla Bartóks Mikrokosmos.
Nach Heirat und einjährigem Island-Aufenthalt war Engelmann an mehreren deutschen Theatern als Dramaturg, Schauspielkomponist und Regieassistent tätig. Als Dozent wirkte er bei den Musiktagen in Bilthoven und den Ferienkursen in Darmstadt. Ab 1969 Lehrauftrag für Komposition in Frankfurt, wo er 1969 bis 1986 als Ordentlicher Professor unterrichtete. Gastprofessuren in Gent, Offenbach am Main, Tel Aviv-Jaffa und Jerusalem. Kompositionskurse in Moskau und Vilnius (1985) sowie an der Columbia University (1995).
Engelmann erhielt Stipendien der Harvard University (1949) und der Villa Massimo Rom (1960, 1967, 1983) und wurde mit zahlreichen Preisen ausgezeichnet. Seit 1995 war Engelmann Vorsitzender des Werkausschusses der GEMA. 2006 wurde Engelmann (nach Gründler, Resch und Leopolder) als viertem die Ehrensenatorwürde der Hochschule für Musik und Darstellende Kunst in Frankfurt/Main verliehen.

## Kompositionen (Auswahl)

### Bühnenwerke
- Doctor Faust’s Höllenfahrt (op. 4; 1949/50). Burleske Kammeroper in einem Akt. Libretto: nach Klabund. UA 1951 Hamburg; UA der Neufassung 1962 Nürnberg
- Magog (op. 16; 1956/57). Musikdrama in 2 Akten. Libretto: Hans Ulrich Engelmann / A. Müller
- Noche de Luna (op. 18; 1958). Pantomime für 2 Tänzerinnen und Tänzer. 1962 Essen
- Der verlorene Schatten (1960). Lyrische Oper in 2 Akten. Libretto: Hans Ulrich Engelmann nach Adelbert von Chamisso
- Serpentia (op. 26; 1962/63). Handlungsballett in 2 Akten
- Der Fall van Damm (op. 30; 1966/67). Oper in 3 Akten. Libretto: M. Kutter. UA 1968 Köln; UA der Neufassung 1974 Münster
- Ophelia (op. 36; 1969). Multimedia-Theater für eine Mimim. UA 1969 Hannover
- Coincidentals (1971; elektronische Musik)
- Revue (op. 43; 1972/73). Musiktheater in 2 Teilen. Libretto: Hans Ulrich Engelmann / W. Swaczynna. UA 1973 Bonn
- zahlreiche Schauspiel-, Film- und Bühnenmusiken

## Schüler von Hans Ulrich Engelmann
- Gerhard Müller-Hornbach (* 1951)
- Hans-Jürgen von Bose (* 1953)
- Stephan Adam (* 1954)
- Adrian Oswalt (* 1954)
- Burkhard Mohr (* 1955)
- Claus Kühnl (* 1957)
- Wolfgang Kleber (* 1958)
- Ralf Emig (* 1959)
- Rolf Rudin (* 1961)
- Karl-Wieland Kurz (* 1961)

## Schriften
- Bela Bartoks Mikrokosmos: Versuch einer Typologie „Neuer Musik“. Triltsch, Würzburg 1953 (Literarhistorisch-musikwissenschaftliche Abhandlungen 10)
- Vergangenheitsgegenwart – Erinnerungen und Gedanken eines Komponisten. Liebig Verlag, Darmstadt 2001, ISBN 3-87390-157-9.
- Klang-Farben-Melodie: Texte zur Musik 1946–1996, hg. von Christoph Schwandt. Liebig Verlag, Darmstadt 2011, ISBN 978-3-87390-299-2.

## Auszeichnungen
- 1971: Johann-Heinrich-Merck-Ehrung der Stadt Darmstadt
- 1986: Goethe-Plakette des Landes Hessen
- 1997: Hessischer Verdienstorden